# Фоли, Ред
Ред Фо́ли (англ. Red Foley, наст. имя: Clyde Julian Foley; 17 июня 1910 — 19 сентября 1968) — американский певец в стиле кантри.
В 1967 году Ред Фоли был включён в Зал славы кантри.
Журнал «Rolling Stone» поставил его песню «Old Shep» на 10 место своего списка «40 самых грустных песен в стиле кантри всех времён».

## Дискография
- См. «Red Foley § Discography» в английском разделе.